# Addison Emery Verrill
Addison Emery Verrill, född 9 februari 1839 i Greenwood i Maine, död 10 december 1926 i Santa Barbara i Kalifornien, var en amerikansk zoolog. 
Efter att ha studerat hos Louis Agassiz vid Harvard University blev han vid 25 års ålder den första professorn i zoologi vid Yale University.
Verrill verkade även som auktor och har namngivit över 1000 arter inom flera olika släkten.

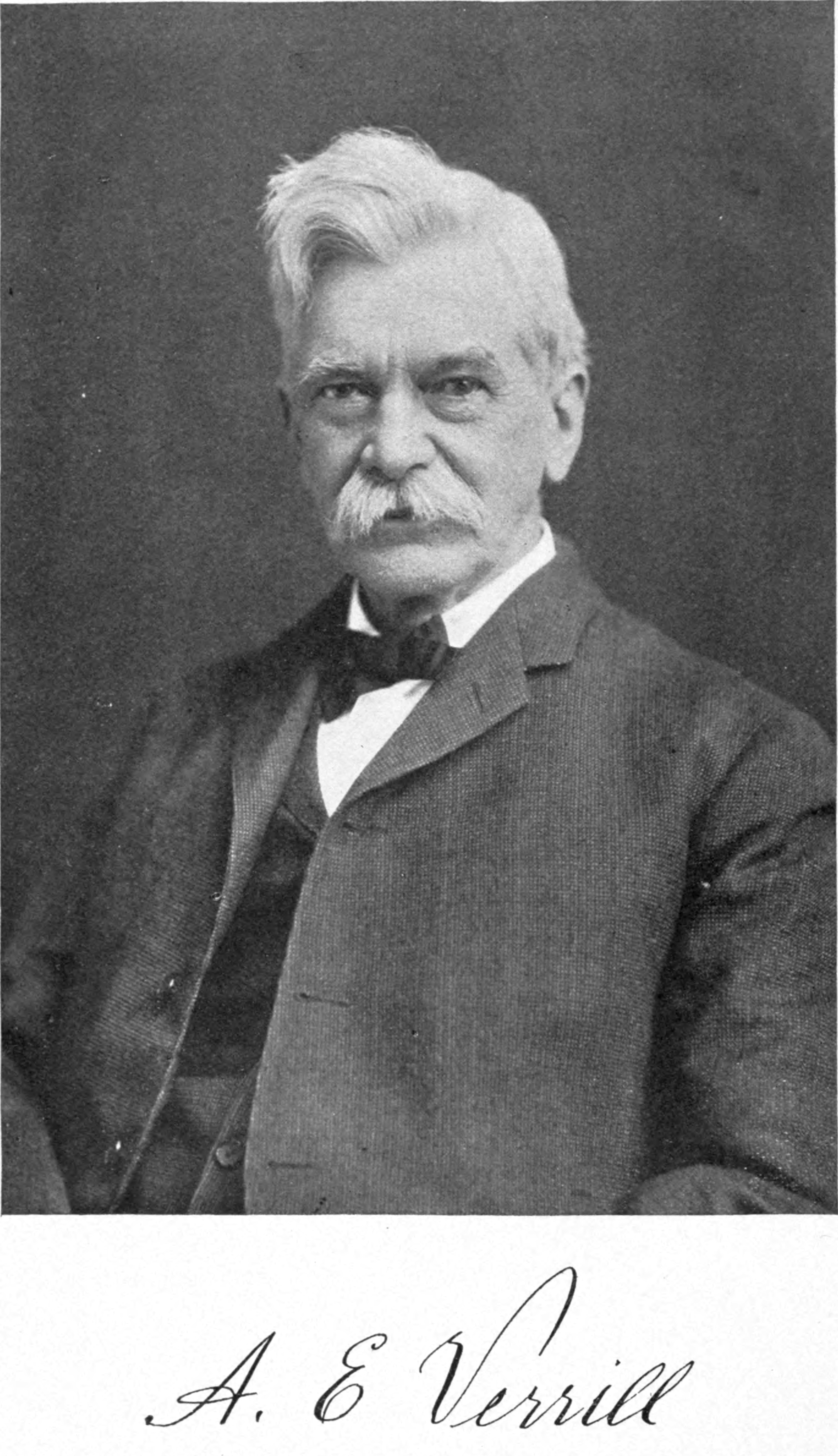
Addison Emery Verrill och hans namnteckning.